# خوسيه فان بايلين
خوسيه فان بايلين (20 فبراير 1927 – 30 يناير 2015) هو مبارز بالسيف بلجيكي راحل، مثّل بلاده في الألعاب الأولمبية الصيفية 1960.

## روابط رياضية
خوسيه فان بايلين على موقع أوليمبيديا (الإنجليزية)